# Focke-Wulf S 39
Die Focke-Wulf S 39 ist ein Anfang der 1930er Jahre entwickeltes deutsches Schul- und Aufklärungsflugzeug der in Bremen ansässigen Focke-Wulf AG.

## Entwicklung
Die S 39 war das erste Flugzeugmuster, das bei Focke-Wulf unter der Leitung von Kurt Tank entworfen wurde. Die Konstruktion zu einem Schul- und Aufklärungsflugzeug wurde 1931 von Wilhelm Bansemir ausgeführt. Das einzige Exemplar mit der Werknummer 98 absolvierte im gleichen Jahr seinen Erstflug und wurde im April 1932 als Fw 39 mit dem Kennzeichen D–1708 für die Focke-Wulf AG zugelassen. Die S 39 war als Militärflugzeug konzipiert worden, so konnte im hinteren Teil der Besatzungskabine die hintere Abdeckung entfernt und ein Abwehrstand installiert werden. Da in Deutschland aber der Bau und die Erprobung derartiger Typen nicht erlaubt war, wurde die S 39 noch 1932 in die Sowjetunion überführt und an der in Lipezk befindlichen Geheimen Fliegerschule der Reichswehr erprobt. Was mit dem Flugzeug in der Folgezeit geschah, ist nicht genau nachvollziehbar. Nach der Auflösung der Erprobungsstätte im Jahr 1933 soll es nach Deutschland zurückgebracht und ab 1937 als Fw 39 B mit dem Kennzeichen D–IQIM zuerst bei der Erprobungsstelle Rechlin und nachfolgend bei der Deutschen Verkehrsfliegerschule in Berlin-Staaken geflogen und später an die Sowjetunion abgegeben worden sein. Möglich ist aber auch, dass dies schon direkt bei der Aufgabe des Stützpunktes geschah, denn die zu dem Zeitpunkt dort befindlichen Typen wurden größtenteils von der sowjetischen Seite übernommen. Außerdem scheint das genannte Kennzeichen an eine Ar 66 vergeben worden zu sein.

## Aufbau
Die S 39 war ein Hochdecker in Gemischtbauweise. Der durchgehende Tragflügel besaß eine leichte Pfeilung und war mit dem Rumpf durch Streben verbunden beziehungsweise durch von seiner Mitte verlaufende V-Stiele am starren Hauptfahrwerk abgestützt. Die Höhenflosse des Leitwerks war ebenfalls abgestrebt.

## Technische Daten
| Kenngröße             | Daten                                     |
| --------------------- | ----------------------------------------- |
| Besatzung             | 2                                         |
| Spannweite            | 13,50 m                                   |
| Länge                 | 9,00 m                                    |
| Höhe                  | 3,50 m                                    |
| Flügelfläche          | 31,00 m²                                  |
| Leermasse             | 1200 kg                                   |
| Startmasse            | 2350 kg                                   |
| Antrieb               | ein luftgekühlter Neunzylinder-Sternmotor |
| Typ                   | Siemens & Halske Jupiter IV               |
| Leistung              | 510 PS (375 kW)                           |
| Höchstgeschwindigkeit | 265 km/h                                  |
| Marschgeschwindigkeit | 240 km/h                                  |
| Landegeschwindigkeit  | 80 km/h                                   |
| Steigzeit             | 21,5 min auf 4000 m Höhe                  |
| Dienstgipfelhöhe      | 5250 m                                    |
| Reichweite            | 650 km                                    |